# Québécois (peuple)
Pour les articles homonymes, voir Québécois.
Ne doit pas être confondu avec Canadiens français.
Les Québécois sont les habitants de la province et nation du Québec, au Canada. Ils se distinguent des autres habitants du Canada par le fait, entre autres, qu'ils sont en majorité des locuteurs francophones, mais aussi par une culture, une histoire et des valeurs différentes de ceux-ci.  Ce gentilé a été adopté au tournant des années 1960 et remplace au Québec celui de « Canadien français », usité jusqu'alors par les Canadiens d'origine française. Il réfère à un peuple, mais aussi, par l'effet de la loi, à tous les résidents du Québec.
Ils sont politiquement représentés par un gouvernement formé d'un lieutenant-gouverneur, nommé par le gouverneur-général du Canada sur recommandation du premier ministre du Canada, représentant le Roi ou la Reine du Canada dont les pouvoirs exécutifs sont exercés, par convention constitutionnelle, par un premier ministre et par une assemblée législative appelée Assemblée nationale. Ce gouvernement exerce les pouvoirs qui lui sont dévolus par la constitution du Canada. Cependant, pour devenir loi, tout projet de loi adopté par l'Assemblée nationale, doit être sanctionné par le lieutenant-gouverneur.

## Sens
En relation avec l’idéologie politique, l'époque et le contexte, ce terme peut désigner le gentilé du Québec (l’ensemble des habitants du territoire), les citoyens canadiens installés au Québec, les Canadiens français installés au Québec ou toute personne participant à la société et à la culture québécoise. Les individus de la diaspora québécoise peuvent également se désigner comme Québécois,,.
Cette nationalité sociologique peut ainsi prendre un sens ethnique, un sens civique ou les deux simultanément. Ces distinctions ne sont pas sans rappeler celles qui existent entre droit du sol et droit du sang. Encore, celles-ci ne sont pas appropriées dans le contexte québécois, car il n'existe pas de citoyenneté québécoise au sens propre du terme. Sauf pour la citoyenneté canadienne, il existe cependant des critères juridiques propres à l'État du Québec qui définissent des privilèges spécifiques permettant l'accès à certains services offerts par ce même État, tel que l'accès au système de santé public québécois. Cependant, ces privilèges ne sont pas identifiés au sens de citoyenneté québécoise et réfèrent la plupart du temps aux citoyens ou résidents permanents canadiens installés au Québec.

## Histoire des Québécois

### La Loi 101, une loi phare
La Charte de la langue française (chapitre 5 des lois du Québec de 1977 et chapitre C-11 des lois révisées du Québec), communément appelée Loi 101, à cause du numéro du projet de loi qui l'a précédée, est une loi phare du peuple québécois. Entrée en vigueur le 26 août 1977, jour de sa sanction, le premier alinéa de son préambule édicte:
« Langue distinctive d'un peuple majoritairement francophone, la langue française permet au peuple québécois d'exprimer son identité »
L'article premier de la Charte, se lit comme suit: « Le français est la langue officielle du Québec ».
La version anglaise de cette loi traduit le mot « Québécois »  par « Quebecer » au deuxième alinéa de son préambule. Mais, on ne sait pas si le mot « Quebecer » désigne les Québécois anglophones, ou s'il s'agit simplement d'une traduction anglaise du mot « Québécois ».
Il faut noter cependant, que la Charte de la langue française ne s'applique pas aux organismes du gouvernement fédéral, ni aux entreprises sous juridiction fédérale, présents au Québec.
Le 13 mai 2021, le gouvernement du Québec déposa à l'Assemblée Nationale le projet de loi 96 intitulé « Loi sur la langue officielle et commune du Québec, le français », entrée en vigueur le 1er juin 2022 (chapitre 14). Les amendements adoptés au préambule de la Charte de la langue française ne parlent plus seulement de « peuple québécois », mais aussi de « nation québécoise ». L'article premier se lit désormais comme suit: « Le français est la langue officielle du Québec. Seule cette langue a ce statut ».
Cette loi vise aussi à modifier, en son article 159, la Loi constitutionnelle de 1867 (l'une des lois fondamentales incluse dans la Constitution du Canada), en y ajoutant l'article 90Q.1 édictant que: « Les Québécoises et les Québécois forment une nation » .
L'article 90Q.2, édicte que: « Le français est la seule langue officielle du Québec. Il est aussi la langue commune de la nation québécoise ».

#### Autres lois
Le 18 décembre 1982, entra en vigueur le projet de loi 90 (chapitre 62 et chapitre A-23.1 des lois refondues du Québec), « Loi sur l'Assemblée nationale » qui, par son article 15, instituait un second serment, cette fois-ci  « de loyauté envers le peuple du Québec », en plus de celui portant allégeance au Roi du Canada prévu à l'article 128 de la « Loi constitutionnelle de 1867 », que doivent prêter les députés, afin de pouvoir siéger à l'Assemblée nationale.
Le 28 février 2001, entra en vigueur le projet de loi 99 (chapitre 46 des lois de l'an 2000 et chapitre E-20.2 des lois refondues du Québec) « loi sur l'exercice des droits fondamentaux et des prérogatives du peuple québécois et de l'État du Québec », dont le premier paragraphe du préambule se lit comme suit:
« Considérant que le peuple québécois, majoritairement de langue française, possède des caractéristiques propres et témoigne d'une continuité historique enracinée dans son territoire sur lequel il exerce ses droits par l'entremise d'un État national moderne doté d'un gouvernement, d'une assemblée nationale et de tribunaux indépendants et impartiaux. »

### Référendums sur l'indépendance du Québec
Deux gouvernements du Parti québécois ont tenu chacun un référendum sur l'indépendance du Québec, en 1980 et en 1995.
En 1980, la question était :« Accordez-vous au Gouvernement du Québec le mandat de négocier l'entente proposée entre le Québec et le Canada? » Cette entente devait permettre au Québec d'accéder à l'indépendance, assortie d'une union économique avec le reste du Canada. Le 20 mai de cette année-là, la proposition fut rejetée par 60 % des voix exprimées.
En 1995, la question était: « Acceptez-vous que le Québec devienne souverain, après avoir offert formellement au Canada un nouveau partenariat économique et politique? » Le 30 octobre de cette année-là, la proposition fut rejetée par 50,6 % des voix exprimées.

## Reconnaissance
L'Assemblée nationale du Québec et la Chambre des communes du Canada ont tous les deux reconnu l'existence d'une nation québécoise. La motion sur la nation québécoise de la Chambre des communes, au niveau fédéral datant de 2006, est toutefois la plus récente. Cependant, aucune de ces déclarations n'a d'effet juridique.

## Identité

### Historique
L'identité québécoise trouve ses racines profondes dans l'histoire de la Nouvelle-France. Dès avant la Conquête britannique de 1760, une société relativement homogène et dotée de traits distinctifs s’était formée en Amérique du Nord. L'attachement aux coutumes, à la religion catholique, à la langue française, ainsi qu'à une organisation sociale centrée sur la paroisse et la famille a longtemps défini cette identité.
Après la Conquête, la survivance est devenue un enjeu majeur : il s’agissait pour la collectivité canadienne-française de préserver sa différence face aux risques d'assimilation. L'Église catholique, en particulier, a joué un rôle clé dans cette résistance en devenant garante de la continuité culturelle. L’idéologie de la survivance, fondée sur la défense de la langue, de la religion et des traditions rurales, a dominé l’identité collective de 1840 jusqu'à la Révolution tranquille.
Au cours des années 1960, la Révolution tranquille a profondément transformé la société québécoise, marquant un passage d'une identité canadienne-française marquée par le traditionalisme vers une identité québécoise moderne, ouverte sur la démocratie, la laïcité et la modernisation économique. Ce changement s'est accompagné d'un rapport complexe au passé : tout en cherchant à s’émanciper de l’héritage clérical et colonial, les Québécois ont dû repenser leur rapport à leur histoire et à leurs valeurs traditionnelles. Le terme « Québécois » s’est imposé comme marqueur d'une identité collective tournée vers l'avenir, affirmant à la fois la continuité historique et une volonté de renouvellement.
Aujourd’hui, l'identité québécoise repose sur un équilibre entre préservation de la spécificité culturelle, ouverture à la diversité et affirmation de la langue française comme langue commune,. La société québécoise est marquée par une forte dimension interculturelle : le français, tout en demeurant central, est devenu une langue de rassemblement pour une population désormais très diversifiée sur le plan ethnique.
Le concept d'interculturalisme, distinct du multiculturalisme canadien, guide les politiques québécoises en matière d'intégration, cherchant à préserver une culture majoritairement francophone tout en accueillant les apports culturels variés issus de l'immigration.
Ainsi, l'identité québécoise contemporaine est fluide, façonnée par la mémoire historique, les mutations sociales, la mondialisation, et les échanges constants avec le reste du continent américain. Elle demeure néanmoins solidement ancrée dans la spécificité linguistique et culturelle issue de son passé franco-américain unique.

### L’identité culturelle dans un contexte nord-américain
Avec l'intégration continentale (Accord de libre-échange entre le Canada et les États-Unis (ALÉ) et ALÉNA) amorcée dans les années 1980-1990, l'identité québécoise a été confrontée à de nouveaux défis, notamment l'influence croissante de la culture américaine. Toutefois, cette situation a aussi renforcé la conscience identitaire au Québec. La société québécoise a affirmé son américanité, une appartenance continentale qui se distingue de l’américanisation entendue comme une simple assimilation culturelle.
Le Québec a ainsi utilisé les mécanismes provinciaux et internationaux pour protéger sa culture, notamment par la promotion de la diversité culturelle à travers des institutions comme la Société de développement des entreprises culturelles (SODEC) et en revendiquant un rôle spécifique dans les forums internationaux. Malgré une forte pénétration des produits culturels américains dans certains secteurs (cinéma, musique, livres), la production télévisuelle, littéraire et musicale québécoise reste particulièrement vivace.

### Langue française
Le français est au cœur de l'identité québécoise. Il constitue non seulement la langue officielle de la province, mais également un vecteur essentiel de communication, de culture et d'intégration. Le gouvernement du Québec, notamment à travers la Charte de la langue française adoptée en 1977, protège et valorise cette langue en veillant à ce qu’elle soit utilisée dans l'État, le travail, l’enseignement, le commerce et les communications. La maîtrise du français est considérée comme indispensable pour participer pleinement à la vie collective et pour accéder à l’éducation, au travail et aux services publics.

### Valeurs sociales et démocratiques
Les Québécois partagent des valeurs démocratiques fondamentales telles que la primauté du droit, la liberté d'expression, et l'égalité entre les femmes et les hommes. Ces valeurs sont au cœur du projet collectif québécois, qui prône également la laïcité de l'État, assurant la neutralité des institutions publiques face aux religions. L’égalité entre les sexes est fortement ancrée dans toutes les sphères de la société, qu’il s’agisse de l’éducation, du travail ou de la vie familiale.

### Contribution des Métis
Au début de la ⁣⁣colonisation⁣⁣, les coureurs des bois se sont métissés avec les autochtones des Premières Nations. À l'époque, les mariages à l'indienne entre les Canadiens d'alors et les Autochtones étaient réprimés, les enfants issus de ces mariages étaient considérés comme des bâtards, parce que les parents n'étaient pas mariés à l'européenne, c'est-à-dire de façon religieuse (et dans ce cas chrétienne). Ni les Québécois, ni les communautés autochtones ne reconnaissent leurs identités distinctes. Les personnes dites métissées ont longtemps occulté leur ascendance autochtone par crainte de discrimination. Cependant depuis 2016, la Cour suprême du Canada a reconnu que les Métis sont des Indiens au sens de la loi actuelle et toujours en vigueur.
Lorsqu'ils baptisent les autochtones, les missionnaires leur donnaient des prénoms français, d'où la difficulté à retracer aujourd'hui leurs origines ethniques par la généalogie.
Une étude de 2010 conclut qu'environ les deux tiers des Québécois ont des gènes autochtones, mais individuellement à hauteur de 1 % seulement,.
Quant aux autochtones eux-mêmes, de manière générale ne se disent ni Québécois, ni Canadiens. Selon leur volonté, ils ne font pas partie du peuple québécois.